# Городской сад (Киев)
Городской сад (бывшие названия: Царский сад, Первомайский парк) — парк в Киеве. Расположен между Мариинским и Крещатым парками в Печерском районе. Площадь 11,7 га. Старейший в Киеве регулярный парк.

## История

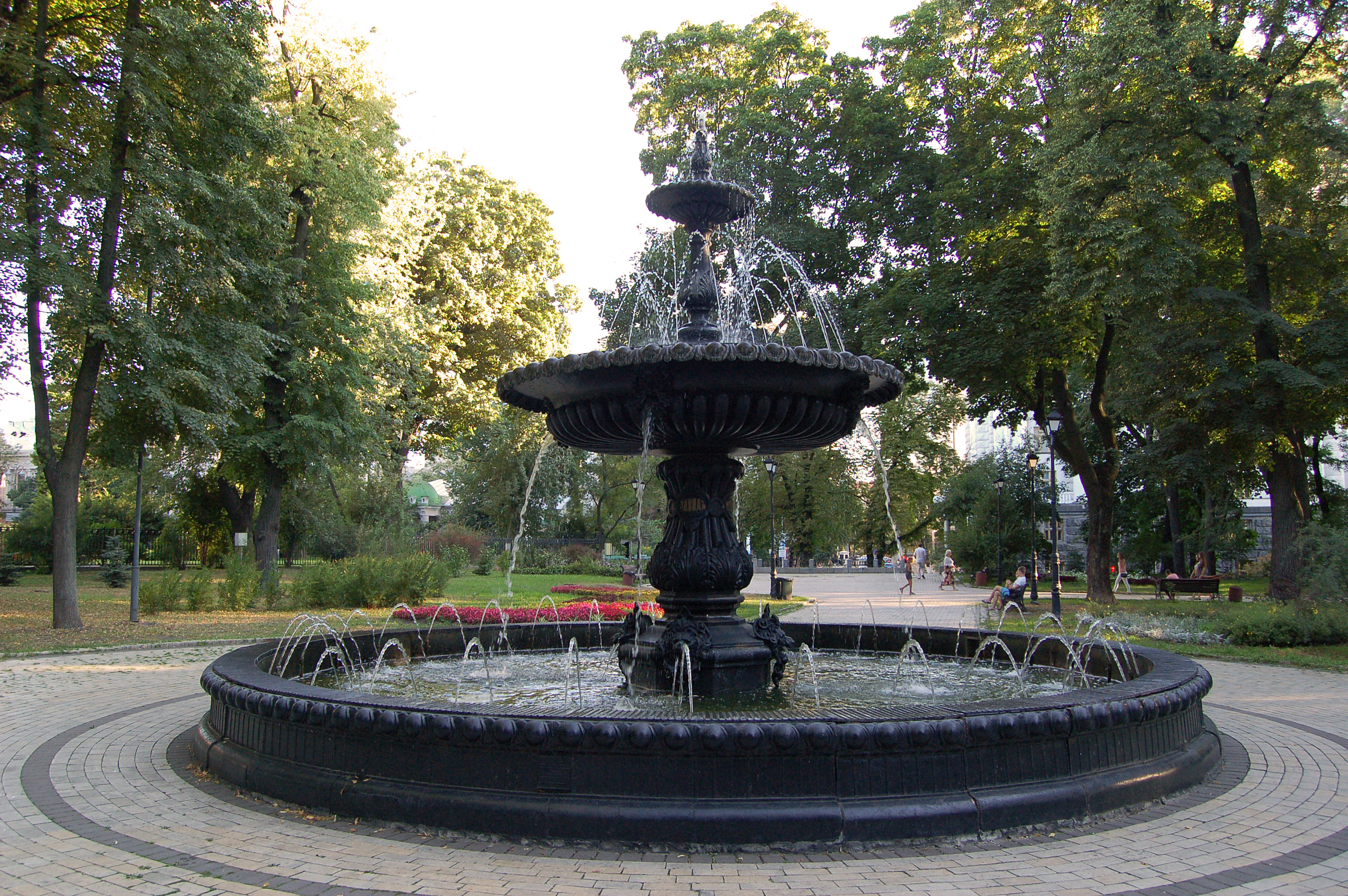
Фонтан в Городском саду

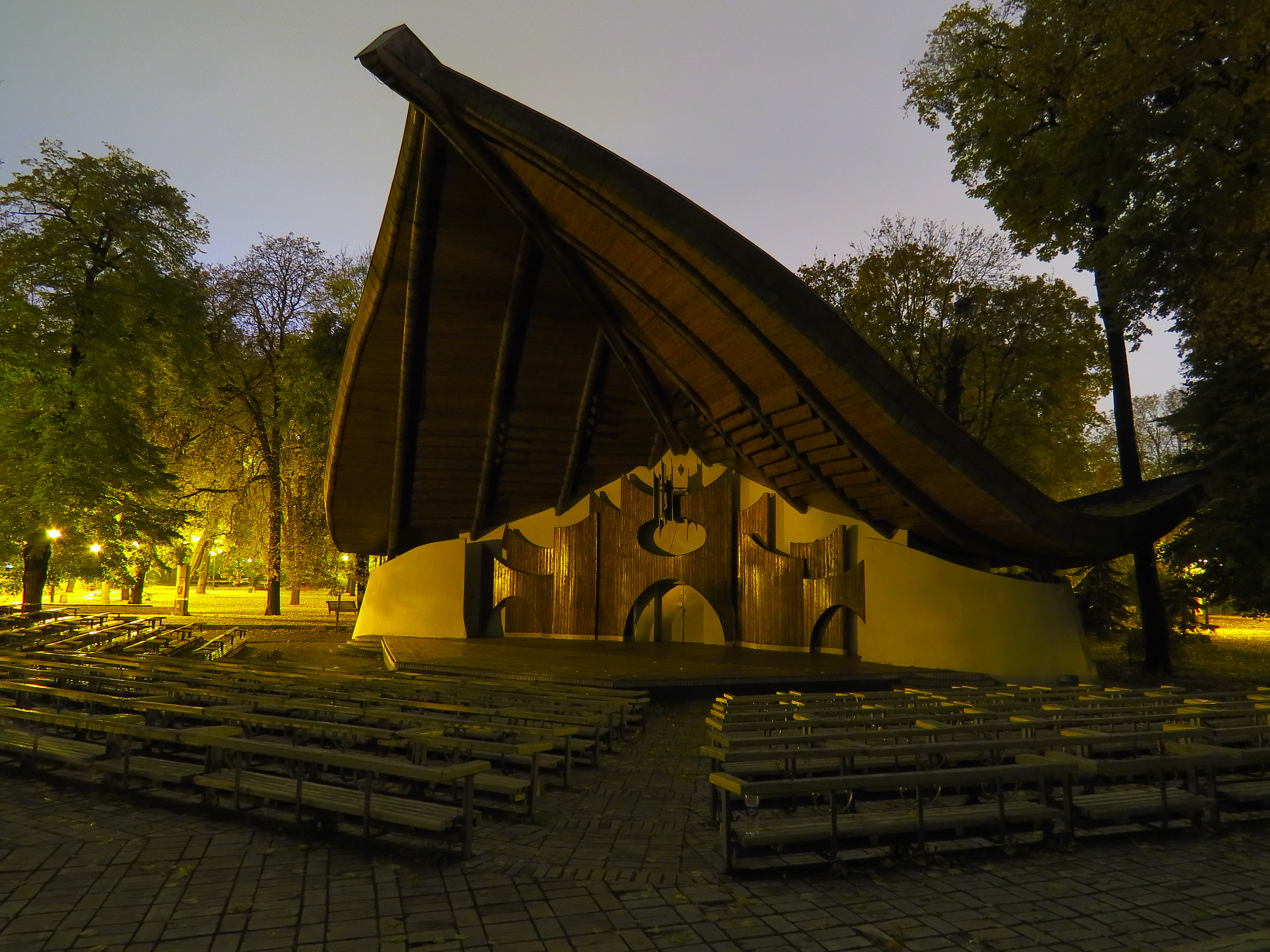
Летний театр

Учреждён в 1743 году по проекту архитектора Растрелли на основе старинного Регулярного сада, основанного Петром I. В 1763 году в парке при участии садовых мастеров Д. Фока и Л. И. Гофмейстера высажены плодовые деревья, построены оранжереи.
Территория, где теперь расположен стадион «Динамо» имени В. Лобановского, называлась «Долиной роз». Тут размещался театр (кафешантан) «Шато-де-Флёр». В начале XX века, после того как в 1902—1912 годах была проложена Петровская аллея (через которую в 1910 году перекинули ажурный металлический Парковый мост), часть парка отошла к Крещатому парку. В 1912 году в парке была открыта сельскохозяйственная выставка.
В 1919 году парк получает название сад Первого Мая  или Первомайский парк.
В 1965 и 1974 годах в части парка между Мариинским дворцом и стадионом «Динамо» установлены парковые скульптуры-памятники Леси Украинке (скульптор В. Бородай, арх. А. Игнащенко) и Марии Заньковецкой (скульптор Г. Кальченко, арх. А. Игнащенко). В 2017 г.  в парке открыт памятник Анне Ахматовой (скульптор Александр Стельмашенко).
Также в парк был перенесён в 1955 г. памятник композитору Михаилу Глинке (первоначально был установлен в 1910 г. и до Великой Отечественной войны размещался перед музыкальной школой Русского музыкального общества в Музыкальном переулке).
2 февраля 1993 года парку присвоено нынешнее название.